# Ново-Делчево
Ново-Делчево (болг. Ново Делчево) — село в Благоевградской области Болгарии. Входит в состав общины Сандански. Находится примерно в 7 км к югу от центра города Сандански и примерно в 60 км к югу от центра города Благоевград. По данным переписи населения 2011 года, в селе  проживал 1171 человек.

## Население
| Год     | 1934 | 1946 | 1956 | 1965 | 1975 | 1985 | 1992 | 2001 | 2011 |
| ------- | ---- | ---- | ---- | ---- | ---- | ---- | ---- | ---- | ---- |
| Жителей | 183  | 229  | 402  | 1054 | 1214 | 1346 | 1360 | 1246 | 1171 |

| Национальность | Человек | Процент |
| -------------- | ------- | ------- |
| болгары        | 1154    | 99,31%  |
| другие         | 6       | 0,52%   |
| Всего ответов  | 1162    |         |

|  |